# Ernest L. Blumenschein House
La Ernest L. Blumenschein House est une maison américaine à Taos, dans le comté de Taos, au Nouveau-Mexique. Construite en 1823, elle est acquise en 1919 par Ernest L. Blumenschein, qui s'en sert comme domicile et atelier. Cette propriété dans le style Pueblo Revival accueille aujourd'hui un musée. Elle est classée National Historic Landmark depuis le 21 décembre 1965 et est inscrite au Registre national des lieux historiques depuis le 15 octobre 1966.